# 612 TCN
612 TCN là một năm trong lịch La Mã.